# Prince Hall
 (octobre 2020).
Prince Hall (c. 1735-1748 - 1807) est un afro-américain, militant des droits civiques et abolitionniste, il est considéré comme le fondateur de la franc-maçonnerie afro-américaine des États-Unis, dénommée de manière éponyme « Franc-maçonnerie Prince Hall » (« Prince Hall Freemasonry »). À la fin du XXe siècle, la Grande Loge unie d'Angleterre puis de très nombreuses grandes loges blanches des États-Unis décident de la reconnaître comme l'une des composantes de la franc-maçonnerie aux États-Unis d'Amérique.

## Biographie

### Jeunesse et formation
Prince Hall serait né à la Barbade, à Bridgetown, entre 1735 et 1748, d'autres sources disent qu'il serait né à Boston. Il serait le fils d'un ouvrier maroquinier anglais blanc et d'une esclave noire affranchie venue des colonies françaises. Prince devient esclave en 1749. C'est l'esclave d'un certain William Hall, un maroquinier de Boston.  Selon d'autres sources, à l'âge de 17 ans, il s'échappe de la Barbade, travaille sur un bateau et débarque à Boston où il travaille comme maroquinier en tant qu'esclave de William Hall. En 1762, il devient membre de la paroisse de l'église congrégationaliste située sur la School Street (en) de Boston. Prince Hall est affranchi par William Hall selon la procédure de la manumission en 1770. Le certificat notarié de la manumission spécifie « qu'il avait toujours été considéré comme un homme libre. » ,,, .

### Carrière
Il vint aux États-Unis pour y travailler. Travailleur acharné, il avait réalisé que l'éducation était une des clés du succès. Lorsque la guerre d'indépendance commença, il présenta une requête au nom de la communauté noire déclarant que celle-ci souhaitait servir dans les forces américaines. 
Des documents, retrouvés dans le Massachusetts et montrant que le propriétaire d'esclaves William Hall libéra un certain Prince Hall le 9 avril 1765 ne peuvent conduire à aucune conclusion puisque les registres mentionnent que plus de 21 personnes, y compris plusieurs à Boston, portaient ce nom. Les histoires concernant sa naissance et sa jeunesse auraient été inventées de toutes pièces par leurs auteurs et en particulier par un certain William H. Grimshaw en 1903 [réf. souhaitée].
Prince Hall était propriétaire et votait à Boston. Il milita pour l'abolitionnisme et les droits civiques, combattit pour que la loi interdise aux marchands d'esclaves de kidnapper les Noirs libres du Massachusetts, fit campagne pour la création d'écoles pour les Noirs, et fonda lui-même l'une d'entre elles à son domicile.
Le 6 mars 1775, Prince Hall et quatorze autres Afro-américains furent initiés aux trois premiers degrés de la franc-maçonnerie au sein de la Military Lodge no 441, qui était attachée à l'armée britannique et stationnait à Boston. Prince Hall semble avoir servi dans les forces américaines pendant la guerre d'indépendance et pourrait avoir participé à la bataille de Bunker Hill. Toutefois, dans ce cas aussi, ses états de services sont incertains car plusieurs personnes portant ce même nom apparaissent dans les registres des milices du Massachusetts.
Quand l'armée britannique quitta Boston en 1776, les francs-maçons noirs obtinrent une dispense les autorisant à pratiquer la franc-maçonnerie de manière limitée au sein d'une loge nommée African Lodge No. 1. Ils étaient autorisés à se réunir, à prendre part à la procession maçonnique le jour de la Saint Jean et à enterrer leurs morts selon les rites maçonniques, mais ils n'étaient pas autorisés à initier de nouveaux membres, ni à occuper des responsabilités maçonniques. Exclus par la Grande Loge provinciale du Massachusetts, ils obtinrent une patente de la Premier Grand Lodge of England en 1784 sous la dénomination d' African Lodge no 459. Cependant, du fait des difficultés de communications, cette patente ne leur parvint qu'en 1787.
Peu de temps après, des francs-maçons noirs établis dans le reste des États-Unis le contactèrent pour lui demander de créer des loges dans leurs propres villes. Selon les usages maçonniques alors en vigueur en Europe, l'African Lodge leur accorda des patentes et servit de "mère-loge" pour les nouvelles loges noires à Philadelphie, Providence et New York.
En 1791, les francs-maçons noirs américains se réunirent à Boston et constituèrent l' African Grand Lodge of North America. Prince Hall fut élu grand-maître à l'unanimité et le resta jusqu'à sa mort, en 1807.

## Postérité
L'African Grand Lodge of North America fut renommée après la mort de Prince Hall, en son honneur, Prince Hall Grand Lodge.
En 1827, elle déclara son indépendance vis-à-vis de la Grande Loge unie d'Angleterre, comme l'avait fait la Grande loge du Massachusetts 45 ans plus tôt. Elle se déclara aussi indépendante de toutes les grandes loges blanches des États-Unis.
De nos jours, des Grandes Loges de Prince Hall existent aux États-Unis, au Canada, dans les Caraïbes et au Libéria. Elles ont des loges dans le monde entier.
Après près de deux siècles de controverses, la Grande Loge unie d'Angleterre décida de réétudier la question de la légitimité de la franc-maçonnerie de Prince Hall. Après une étude soigneuse des archives, elle décida de reconnaître la Prince Hall Grand Lodge of Massachusetts, malgré la tradition selon laquelle une seule Grande loge pouvait être reconnue dans chaque état. Ceci eut pour conséquence que la plupart (mais pas toutes) des Grandes loges de la franc-maçonnerie nord-américaine (presque exclusivement blanches) décidèrent d'établir à leur tour des relations de reconnaissance fraternelle avec leurs homologues noires.
La dernière Grande Loge Prince Hall à avoir été reconnue est celle du Texas en décembre 2006.
À ce jour, les Grandes loges régulières ne reconnaissent pas les loges Prince Hall dans les états suivants: Alabama, Arkansas, Delaware, Floride (Union Grand Lodge), Géorgie, Kentucky, Louisiane, Mississippi (Stringer Grand Lodge), Caroline du Nord, Caroline du Sud, Tennessee et Virginie Occidentale. Tous ces états étaient esclavagistes en 1861, au moment où commença la Guerre de Sécession.